# Maria Paula Sibilia
Paula Sibilia (Buenos Aires, 1967) es una antropóloga y docente que se dedica al ensayo e investigación, estando afincada en Río de Janeiro, Brasil. Su producción ensayística se basa en la investigación de temas culturales contemporáneos bajo la perspectiva genealógica, centrándose en las relaciones entre cuerpos, subjetividades, tecnologías y manifestaciones mediáticas o artísticas.

## Trayectoria
Estudió las licenciaturas de Comunicación y Antropología por la Universidad de Buenos Aires, Argentina; también cursó una maestría en Comunicación por la Universidad Federal Fluminense, Brasil. Además es doctora en Salud Colectiva por el Instituto de Medicina Social de la Universidad de Estado de Río de Janeiro y en Comunicación y Cultura por la Escuela de Comunicación de la Universidad Federal de Río de Janeiro.
En la actualidad, es profesora de la maestría y el doctorado en Comunicación de la Universidad Federal Fluminense, donde también imparte clase en el Departamento de Estudios Culturales y Medios. Además, es investigadora becaria de las agencias brasileñas Consejo Nacional de Desarrollo Científico y Tecnológico y Fundación de Amparo a la Investigación del Estado de Río de Janeiro.

## Obras
A lo largo de su trayectoria profesional ha publicado diversos artículos y ha dado conferencias y ponencias. Como ensayista ha publicado libros tanto en portugués como en castellano, entre los que destacan:
- El hombre postorgánico: Cuerpo, subjetividad y tecnologías digitales (2005),[15]  obra en la que investiga y analiza los nuevos mecanismos de control del capitalismo postindustrial. Partiendo de la noción foucaultiana de biopoder analiza el cambio de ciertas nociones básicas que se viene dando en las últimas décadas. Nociones tales como la tradición occidental que engloba las ideas de vida, naturaleza y ser humano. Estos cambios no solo afectan a la forma en que pensamos los conceptos anteriormente mencionados, sino también nuestra forma en que los vivimos.[16][17]

- La intimidad como espectáculo (2008, edición ampliada en 2016, Fondo de Cultura Económica). Propone el concepto de "extimidad" para describir la exhibición pública de la intimidad en blogs, redes sociales y reality shows. Explora cómo estas prácticas reflejan una mutación en las subjetividades, alejándose de formas modernas como el diario íntimo, y analiza el impacto de las tecnologías en la construcción del yo.[18]
- ¿Redes o paredes? La escuela en tiempos de dispersión (2012, Tinta Fresca/Contraponto). Aborda la crisis de la escuela en la era digital, destacando la incompatibilidad entre las estructuras educativas tradicionales y los nuevos modos de ser impulsados por las tecnologías de comunicación. Reflexiona sobre los factores socioculturales y políticos que reconfiguran la educación.[19]
- Yo me lo merezco: De la vieja hipocresía a los nuevos cinismos (2024, Taurus). Analiza el paso de la hipocresía burguesa al cinismo contemporáneo, donde el deseo y la autoestima dominan sin mediaciones éticas. Estudia cómo la cultura del consumo, las tecnologías digitales y fenómenos como la posverdad y los liderazgos radicales reflejan un "imperio del yo", generando fragilidad y ansiedad pese al discurso de empoderamiento.[20]